# One by One (Foo Fighters)
One by One è il quarto album in studio del gruppo musicale statunitense Foo Fighters, pubblicato il 22 ottobre 2002 dalla Roswell e dalla RCA Records.
L'album ha vinto un Grammy Award al miglior album rock nel 2004.

## Descrizione
Si tratta del primo album inciso dal gruppo con il chitarrista Chris Shiflett, originariamente proveniente dai Me First and the Gimme Gimmes e dai Jackson United.

Di questo disco sono state messe in commercio due versioni, una con una copertina bianca e il cuore al centro nero e l'altra con i colori invertiti. Quest'album ha fatto ottenere ai Foo Fighters la prima posizione nelle classifiche del Regno Unito e la terza negli Stati Uniti d'America. A partire da giugno 2005, One By One ha venduto 1,2 milioni di album nei soli Stati Uniti. Tuttavia il frontman Dave Grohl dichiarò che One by One è l'album che ama di meno: 

## Tracce
1. All My Life – 4:23
2. Low – 4:28
3. Have It All – 4:58
4. Times Like These – 4:26
5. Disenchanted Lullaby – 4:33
6. Tired of You – 5:12
7. Halo – 5:06
8. Lonely as You – 4:37
9. Overdrive – 4:30
10. Burn Away – 4:59
11. Come Back – 7:58

Traccia bonus nell'edizione giapponese
1. Danny Says – 2:58 – originariamente interpretata dai Ramones

CD bonus nell'edizione limitata
1. Walking a Line – 3:56
2. Sister Europe – 5:10 – originariamente interpretata dai Psychedelic Furs
3. Danny Says – 2:58 – originariamente interpretata dai Ramones
4. Life of Illusion – 3:40 – originariamente interpretata da Joe Walsh
5. For All the Cows (Live in Amsterdam) – 3:31
6. Monkey Wrench (Live in Melbourne, Australia) – 4:01
7. Next Year (Live) – 4:12 – brano presente solo nella versione inglese e cinese

CD bonus nell'edizione speciale norvegese
1. Snoof (Live) – 4:24
2. Times like These (Live) – 4:35
3. Low (Live) – 4:35
4. Aurora (Live) – 9:08
5. Monkey Wrench (Live) – 8:21

## Formazione
Gruppo
- Dave Grohl – voce, chitarra
- Taylor Hawkins – batteria
- Nate Mendel – basso
- Chris Shiflett – chitarra

Altri musicisti
- Brian May – chitarra (traccia 6)

Produzione
- Nick Raskulinecz – produzione e registrazione (eccetto traccia 6)
- Foo Fighters – produzione (eccetto traccia 6)
- Adam Kasper – produzione (traccia 6)
- Jim Scott – missaggio
- Bob Ludwig – mastering